# David Wroblewski

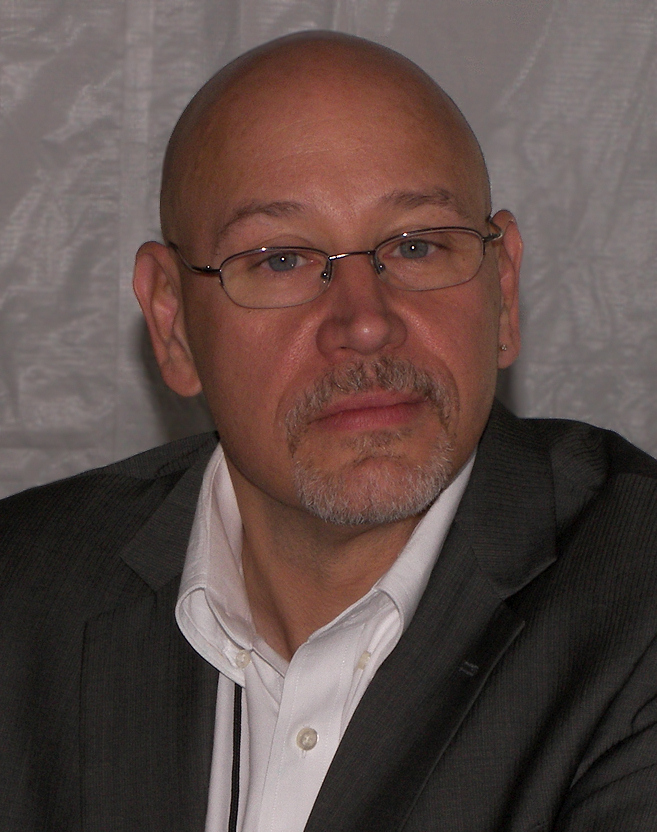
David Wroblewski auf dem Texas Book Festival 2009

David Wroblewski (* 1959 in Oconomowoc, Wisconsin) ist ein US-amerikanischer Schriftsteller.

## Biografie
David Wroblewski wurde in Oconomowoc nahe Milwaukee geboren. Er wuchs auf einer Farm in Wisconsin auf. Als Schüler gewann er mit einer Kurzgeschichte einen Literaturpreis. Zunächst studierte er Schauspiel, dann Informatik. Dreißig Jahre arbeitete er als Softwareentwickler. Am Warren Wilson College in North Carolina erwarb er einen Master in Kreativem Schreiben.
Sein Debütroman „Die Geschichte des Edgar Sawtelle“ (The Story of Edgar Sawtelle) erschien 2008. Das Buch wurde von Oprah’s Book Club als Empfehlung des Jahres ausgewählt und erschien in der Bestsellerliste der New York Times. Es erhielt den Colorado Book Award, den Indie Choice Best Author Discovery Award und den Midwest Bookseller Association’s Choice Award. Der Roman wurde in mehr als 25 Sprachen übersetzt.
David Wroblewski ist mit der Autorin Kimberly McClintock verheiratet.